# B-Tribe
B-Tribe, ou The Barcelona Tribe of Soulsters, est un groupe de musique électronique espagnol composé de musiciens allemands, Claus Zundel, Markus Staab et Ralf Hamm qui sont aussi connus pour leur Sacred Spirit project.

## Discographie

### Albums
- 1993 : ¡ Fiesta Fatal !
- 1995 : Suave Suave
- 1998 : Sensual Sensual
- 2001 : ¡ Spiritual Spiritual !
- 2003 : 5
- 2008 : Volume 6

### Singles
- 1993 : ¡ Fiesta Fatal !
- 1993 : Nadie Entiende (Nobody Understands)
- 1993 : You Won't See Me Cry
- 1995 : Nanita (A Spanish Lullaby)